# Tachaea caridophaga
Tachaea caridophaga is een pissebed uit de familie Corallanidae. De wetenschappelijke naam van de soort is voor het eerst geldig gepubliceerd in 1953 door Riek.